# ИСУ-152-2
Объект 508, ИСУ-152-2, ИСУ-152-10 (ИСУ-152БМ, Объект 247) — опытная советская тяжёлая самоходно-артиллерийская установка (САУ) периода Великой Отечественной войны. В названии машины аббревиатура ИСУ означает «самоходная установка на базе танка ИС» или «ИС-установка». Индекс 152-2 означает калибр основного вооружения машины и вторую опытную модификацию базового варианта САУ ИСУ-152; в альтернативном наименовании буквы БМ означают орудие большей мощности по сравнению с базовым вариантом.
Эта боевая машина была разработана конструкторским бюро опытного завода № 100 летом 1944 года под руководством Жозефа Яковлевича Котина, главного конструктора отечественных тяжёлых танков и САУ того времени. ИСУ-152-2 являлась улучшенным вариантом более ранней опытной САУ ИСУ-152-1 (Объект 246), у которой 152-мм пушка БЛ-8 конструкции ОКБ-172 Народного комиссариата вооружений была заменена на её усовершенствованную версию БЛ-10 того же калибра и разработчика. Причиной замены стали неудовлетворительные результаты испытаний пушки БЛ-8. Доводку и усовершенствование пушки возглавлял И. И. Иванов.
В августе 1944 года был изготовлен опытный образец, а в декабре того же года начались его испытания на Ленинградском артиллерийском полигоне. Из-за низкой живучести ствола ИСУ-152-2 испытаний не выдержала. Длинный вылет ствола САУ (около 5 м) утыкался в грунт при передвижении на пересечённой местности и значительно ухудшал возможности установки по преодолению препятствий и маневрированию в узких местах. Пушка БЛ-10 была отправлена разработчику для дальнейшей доводки, но до окончания Великой Отечественной войны эти работы так и не были завершены. Установка не принималась на вооружение РККА и серийно не производилась.

## Описание конструкции
ИСУ-152-2 имела ту же компоновку, что и все другие серийные советские САУ того времени (за исключением СУ-76). Полностью бронированный корпус был разделён на две части. Экипаж, орудие и боезапас размещались впереди в броневой рубке, которая совмещала боевое отделение и отделение управления. Двигатель и трансмиссия были установлены в корме машины.

### Броневой корпус и рубка
Броневой корпус самоходной установки сваривался из катаных броневых плит толщиной 90, 75, 60, 30 и 20 мм; его лобовая часть корпуса представляла собой броневую отливку. Броневая защита дифференцированная, противоснарядная. Броневые плиты рубки устанавливались под рациональными углами наклона. Основное вооружение — 152-мм пушка БЛ-10 — монтировалась в установке рамного типа справа от осевой линии машины. Противооткатные устройства орудия защищались неподвижным литым броневым кожухом и подвижной литой бронемаской.
Три члена экипажа располагались слева от орудия: впереди механик-водитель, затем наводчик, и сзади — заряжающий. Командир машины и замковый находились справа от орудия. Посадка и выход экипажа производились через прямоугольный двухстворчатый люк на стыке крышевого и заднего листов броневой рубки и через круглый люк справа от орудия. Круглый люк слева от орудия не предназначался для посадки-выхода экипажа, он требовался для вывода наружу удлинителя панорамного прицела. Корпус также имел днищевой люк для аварийного покидания экипажем самоходки и ряд мелких лючков для погрузки боекомплекта, доступа к горловинам топливных баков, другим узлам и агрегатам машины.

### Вооружение
Основным вооружением ИСУ-152-2 являлась пушка БЛ-10 (Большевик-Ленинградский) калибра 152,4 мм с клиновым полуавтоматическим затвором и дульным тормозом оригинальной конструкции. Баллистика пушки была аналогична предыдущему варианту БЛ-8. Орудие монтировалось в рамке на лобовой бронеплите рубки и имело вертикальные углы наводки от −2°30′ до +17°30′, сектор горизонтальной наводки составлял 9°30′ (2°30′ влево и 7° вправо). Уравновешивание качающейся части орудия в цапфах осуществлялось путём прикрепления грузов к неподвижной части ограждения пушки. Пушка оснащалась устройством продувки канала ствола сжатым воздухом после выстрела. Высота линии огня составляла 1655 мм, дальность прямого выстрела — 1000—1200 м по цели высотой 2,5—3 м, дальность выстрела прямой наводкой — 5 км, наибольшая дальность стрельбы — около 18 км. Выстрел производился посредством электрического или ручного механического спуска. Из-за несовершенства технологий, а также из-за низкого качества металла ствол орудия не выдерживал и не прошёл испытаний. БЛ-10 была отправлена на доработку, которая так и не завершилась до окончания Великой Отечественной войны.
Боекомплект орудия составлял 20 выстрелов раздельного заряжания. Снаряды укладывались вдоль обоих бортов рубки, заряды — там же, а также на днище боевого отделения и на задней стенке рубки. Выстреливаемый из орудия БЛ-10 бронебойный снаряд массой 43.5 кг имел начальную скорость в 850 м/с, что на 250 м/с превосходило аналогичный показатель пушки МЛ-20С.
Для самообороны экипаж имел два автомата (пистолет-пулемёта) ППШ или ППС с боекомплектом 497 патронов (7 дисков) и 25 ручных гранат Ф-1.

### Двигатель
ИСУ-152-2 оснащалась четырёхтактным V-образным 12-цилиндровым дизельным двигателем В-2-ИС мощностью 520 л. с. (382 кВт). Пуск двигателя обеспечивался инерционным стартером с ручным и электрическим приводами или сжатым воздухом из двух резервуаров в боевом отделении машины. Электроприводом инерционного стартера являлся вспомогательный электродвигатель мощностью 0,88 кВт. Дизель В-2ИС комплектовался топливным насосом высокого давления НК-1 с всережимным регулятором РНК-1 и корректором подачи топлива. Для очистки поступающего в двигатель воздуха использовался фильтр типа «Мультициклон». Также в моторно-трансмиссионном отделении устанавливались подогревающие устройства для облегчения пуска двигателя в холодное время года. Они также могли быть использованы для подогрева боевого отделения машины. ИСУ-152-2 имела три топливных бака, два из которых располагались в боевом отделении, и один — в моторно-трансмиссионном. Самоходка также оснащалась тремя наружными дополнительными топливными баками, не связанными с топливной системой двигателя.

### Трансмиссия
САУ ИСУ-152-2 оснащалась механической трансмиссией, в состав которой входили:
- многодисковый главный фрикцион сухого трения «стали по феродо»;
- четырёхступенчатая коробка передач с демультипликатором (8 передач вперёд и 2 назад);
- два бортовых двухступенчатых планетарных механизма поворота с многодисковым блокировочным фрикционом сухого трения «сталь по стали» и ленточными тормозами;
- два двухрядных комбинированных бортовых редуктора.

### Ходовая часть
Подвеска у ИСУ-152-2 индивидуальная торсионная для каждого из 6 цельнолитых двускатных опорных катков малого диаметра по каждому борту. Напротив каждого опорного катка к бронекорпусу приваривались ограничители хода балансиров подвески. Ведущие колёса со съёмными зубчатыми венцами цевочного зацепления располагались сзади, а ленивцы были идентичны опорным каткам. Верхняя ветвь гусеницы поддерживалась тремя малыми цельнолитыми поддерживающими катками по каждому борту. Механизм натяжения гусеницы — винтовой; каждая гусеница состояла из 86 одногребневых траков шириной 650 мм.

### Электрооборудование
Электропроводка в САУ ИСУ-152-2 была однопроводной, вторым проводом служил бронекорпус машины. Источниками электроэнергии (рабочие напряжения 12 и 24 В) были генератор П-4563А с реле-регулятором РРА-24Ф мощностью 1 кВт и две последовательно соединённые аккумуляторные батареи марки 6-СТЭ-128 общей ёмкостью 128 А·ч. Потребители электроэнергии включали в себя:
- наружное и внутреннее освещение машины, приборы подсветки прицелов и шкал измерительных приборов;
- наружный звуковой сигнал и цепь сигнализации от десанта к экипажу машины;
- контрольно-измерительные приборы (амперметр и вольтметр);
- электроспуск пушки;
- средства связи — радиостанция и танковое переговорное устройство;
- электрика моторной группы — электродвигатель инерционного стартера, бобины свечей зимнего пуска двигателя и т. д.

### Средства наблюдения и прицелы
Все люки для входа и высадки экипажа, а также люк артиллерийской панорамы имели перископические приборы Mk IV для наблюдения за окружающей обстановкой изнутри машины (всего 3 штуки). Механик-водитель в бою вёл наблюдение через смотровой прибор с триплексом, который защищался броневой заслонкой. Этот смотровой прибор устанавливался в бронированном люке-пробке на лобовой бронеплите рубки слева от орудия. В спокойной обстановке этот люк-пробка мог быть выдвинут вперёд, обеспечивая механику-водителю более удобный непосредственный обзор с его рабочего места.
Для ведения огня самоходка оснащалась двумя орудийными прицелами — телескопическим СТ-10 для стрельбы прямой наводкой и панорамой Герца для стрельбы с закрытых позиций. Телескопические прицелы СТ-10 были градуированы на прицельную стрельбу на расстоянии до 900 м. Однако дальность выстрела 152-мм пушки составляла до 18 км и для стрельбы на расстояние свыше 900 м (как прямой наводкой, так и с закрытых позиций) наводчику приходилось использовать второй, панорамный прицел. Для обеспечения обзора через верхний левый круглый люк в крыше рубки панорамный прицел комплектовался специальным удлинителем. Для обеспечения возможности огня в тёмное время суток шкалы прицелов имели приборы подсветки.

### Средства связи
Средства связи включали в себя радиостанцию 10РК и переговорное устройство ТПУ-4-БисФ на 4 абонента.
Радиостанция 10РК представляли собой комплект из передатчика, приёмника и умформеров (одноякорных мотор-генераторов) для их питания, подсоединяемых к бортовой электросети напряжением 24 В.
10РК с технической точки зрения являлась симплексной ламповой коротковолновой радиостанцией, работающей в диапазоне частот от 3,75 до 6 МГц (соответственно длины волн от 50 до 80 м). На стоянке дальность связи в телефонном (голосовом) режиме достигала 20—25 км, в движении она несколько уменьшалась. Бо́льшую дальность связи можно было получить в телеграфном режиме, когда информация передавалась телеграфным ключом азбукой Морзе или иной дискретной системой кодирования. Стабилизация частоты осуществлялась съёмным кварцевым резонатором, имелась также плавная подстройка частоты. 10РК позволяла одновременно вести связь на двух фиксированных частотах (с упомянутой выше возможностью плавной подстройке); для их смены использовался другой кварцевый резонатор из 8 пар в комплекте радиостанции.
Танковое переговорное устройство ТПУ-4-БисФ позволяло вести переговоры между членами экипажа САУ даже в сильно зашумленной обстановке и подключать шлемофонную гарнитуру (головные телефоны и ларингофоны) к радиостанции для внешней связи.